# Imperfetta solitudine
Imperfetta solitudine è un album dei Diaframma pubblicato il 6 dicembre 2011. Contiene le registrazioni demo dell'album In perfetta solitudine e quelle dell'ep Gennaio. È stato stampato in tiratura limitata di seicento copie nel formato di doppio LP con la versione in compact disc allegata. Cinquanta copie sono state stampate in vinile arancione.

## Tracce
1. In perfetta solitudine – 3:38
2. Il prossimo weekend – 4:15
3. Irriconoscente – 3:55
4. Vai – 2:59
5. Amore prendimi – 4:32
6. Trecento balene – 3:07
7. Brutto orso – 4:41
8. Diamante grezzo – 4:47
9. Beato me – 3:33
10. Io amo lei – 4:19
11. I giovani – 2:46
12. Il portiere – 2:57
13. Io ho freddo adesso – 2:26
14. Cielo d'Africa – 3:30
15. Angelo ai piani – 4:31
16. Ho cambiato la faccia di un dio – 4:10
17. Io credo in te – 4:11
18. Gennaio – 4:18
19. Voce che chiami – 4:40
20. Gloria – 3:55
21. L'amore segue i passi di un cane vagabondo – 2:19